# Cyathopharynx
Cyathopharynx is een monotypisch geslacht van straalvinnige vissen uit de familie van de cichliden (Cichlidae).

## Soort
- Cyathopharynx furcifer (Boulenger, 1898)